# ポリネシアン航空
ポリネシアン航空（Polynesian Airlines）はサモアの国営航空会社（ナショナル・フラッグ・キャリア）であり、同国の首都であるアピアを本拠地にしている。

## 概要

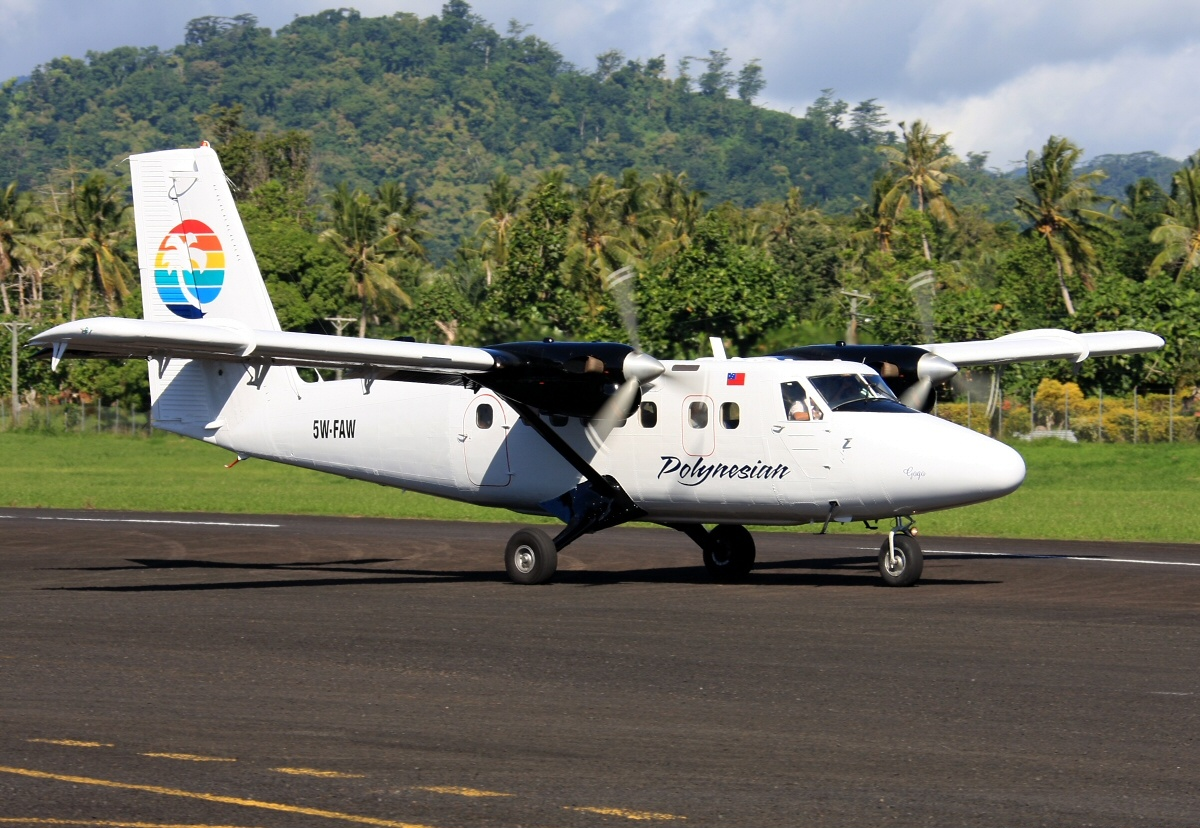
DHC-6-300

プロペラ機を利用した近距離（サバイイ島、アメリカ領サモア）の運航を主体としている。以前は国際定期便（ニュージーランドのオークランドとウェリントン、オーストラリアのブリスベン・メルボルン及びシドニー、フィジーのナンディ、アメリカ合衆国のホノルル・ロサンゼルスなど）も運航していたが、2005年10月にイギリスのヴァージン・グループがオーストラリアに設立した格安航空会社、ヴァージン・ブルーとの共同事業となるポリネシアン・ブルー（現・ヴァージン・サモア）に移管された。ポリネシアン航空は、同社の運航便でグランドハンドリング業務を取り扱っている。
2017年、サモア政府の申し出によりヴァージン・サモアの共同事業を解消。フィジー・エアウェイズの支援を受けて新しい国際線航空会社・サモア航空の運航を開始する予定である。

## 保有機材
ポリネシアン航空の機材は以下の航空機で構成される（2017年8月）。
- デ・ハビランド・カナダ DHC-6型機 3機

### 過去の機材

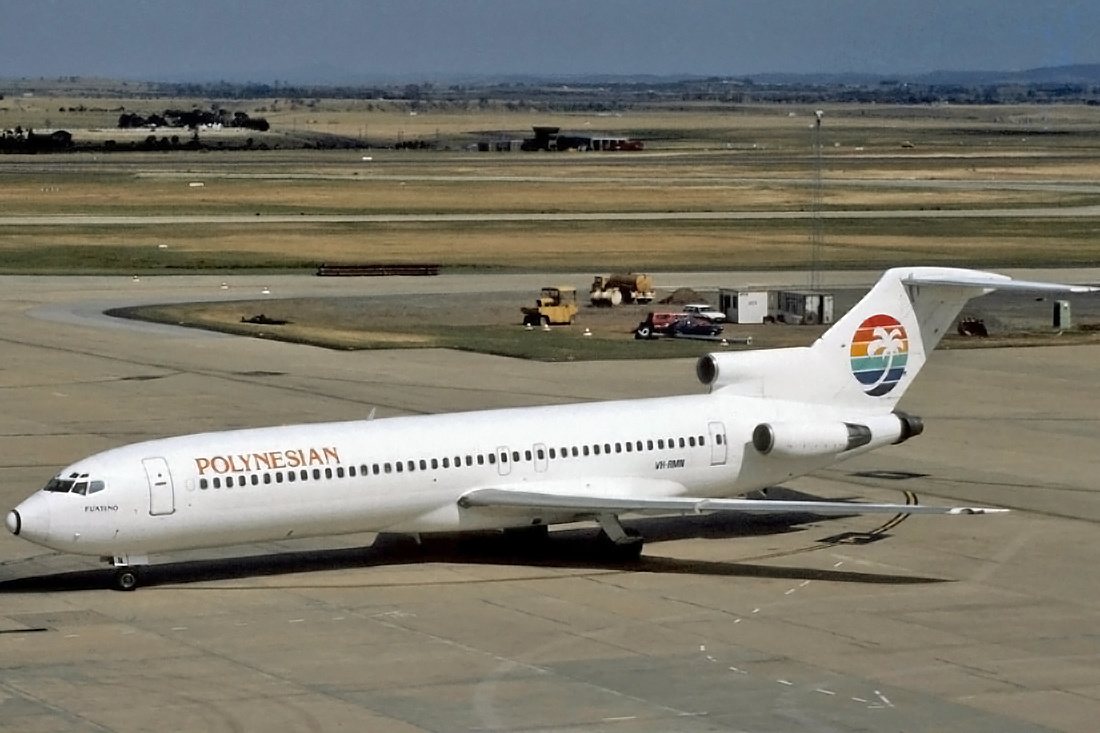
ボーイング727-200

- デ・ハビランド・カナダ DHC-8
- GAF ノーマッド
- ダグラス DC-3
- アブロ 748
- ボーイング727-200
- ボーイング737-200
- ボーイング737-300
- ボーイング737-800
- ボーイング767
- ブリテン・ノーマン アイランダー